# Lawrence Whitney
Lawrence Atwood „Larry” Whitney (ur. 2 lutego 1891 w Millbury, w stanie Massachusetts, zm. 24 kwietnia 1941 w Bostonie) – amerykański lekkoatleta (specjalista pchnięcia kulą), medalista olimpijski z 1912.

## Kariera
Zdobył brązowy medal w pchnięciu kulą na igrzyskach olimpijskich w 1912 w Sztokholmie (wyprzedzili go inni Amerykanie Patrick McDonald i Ralph Rose). Na tych samych igrzyskach zajął 4. miejsce w pchnięciu kulą oburącz oraz 20. miejsce w rzucie dyskiem. Wystąpił również w baseballu, który był na igrzyskach olimpijskich w 1912 r. dyscypliną pokazową.
Zdobył mistrzostwo Stanów Zjednoczonych (AAU) w pchnięciu kulą w 1913. Był także akademickim mistrzem USA (IC4A) w pchnięciu kulą w 1913 r. i 1915 r.. Jego rekord życiowy w tej konkurencji wynosił 14,64 m i pochodził z 1914 r., a w rzucie dyskiem 41,42 m (z 1913 r.).